# 量子力學的數學表述
量子力学的数学表述（Mathematical formulation of quantum mechanics）是对量子力学进行严谨描述的数学表述体系。与20世纪初发展起来的旧量子论的数学形式不同，它使用了一些抽象的代数结构，如无穷维希尔伯特空间和这些空间上的算子。这些结构中有许多源于泛函分析。这一纯粹数学研究领域的发展过程既平行于又受影响于量子力学的需要。简而言之，物理可观察量的值，如能量和动量的值不再作为相空间上的函数值，而是作为本征值，或者更为精确地来说是希尔伯特空间中线性算子的谱值。
这一表述体系一直沿用至今。该体系的核心为“量子态”和“可观察量”这两个概念。对于原子尺度的系统来说，这两个概念与之前用来描述物理现实的模型大相径庭。虽然数学上允许对许多量的计算结果进行实验测量，但是实际上，在对于符合一定条件的两个物理量同时进行精确测量时，却存在一个理论性限制——不确定性原理。这一原理由维尔纳·海森堡通过思想实验首次阐明，且在该体系中以可观察量的不可交换性进行表述。
在量子力学作为一支独立理论形成之前，物理学中用到的数学理论主要是以微积分为源头、后来又添以微分几何与偏微分方程的数学分析。统计力学中还用到概率论。几何直观在这两个理论中扮演重要角色。相对论中的许多概念和方法也是基于几何理论。量子物理学中对于实验现象的一系列不同以往的理解在1895年到1915年间开始逐步形成。其中具有代表性的思想为波粒二象性。但在量子理论形成之前的10至15年中，物理学家仍然在经典物理学的框架内思考量子理论，所基于的数学结构也是完全相同的。其中具有代表性的例子是玻尔-索末菲量子化条件。这一原理完全建构于经典框架中的相空间。

## 歷史

### 旧量子论与量子力学的创立
1900年，马克斯·普朗克提出描述黑体辐射的普朗克公式。普朗克对于黑体的描述规避了经典物理学结果中的紫外灾变。他做出了这一假设，在物质与电磁辐射的相互作用中，能量的传递只能以一个个分立的单元的形式进行。这些小单元被称为量子，此外他还提出，量子包含的能量与辐射频率成正比。比例常数h后来为了纪念普朗克的功绩被命名为“普朗克常数”。1905年，阿尔伯特·爱因斯坦引用普朗克的假设，提出了“光子”这一概念，解释了光电效应的一系列实验现象。

原子的玻尔模型

这两个对于实验现象的理论解释与当时物理学的一些观念迥异。后来，玻尔等人基于这些假设，对于经典力学进行了改造，试图从第一性原理的角度上推导出原子的玻尔模型。他们假设，在一个力学系统相空间所能描述的所有可能的经典轨道中，物体只能在相空间中所围面积为普朗克常数整数倍的轨道上运动，即角动量量子化假设。后来这一假设进一步发展为玻尔-索末菲量子化条件。尽管玻尔的氢原子玻尔模型可以通过这一假设解释，但其却并不适用于氦原子等多电子原子。量子理论的数学表述在一段时期内仍前途未定。:42-47, 58-65, 73-75:113-117
1924年，路易·德布罗意提出了物质波假设，即波粒二象性不只对光子适用，对于电子以及其他物理系统也适用:97。量子力学的数学表述也于1925年至1930年获得突破性进展。埃尔温·薛定谔、维尔纳·海森堡、马克斯·玻恩以及帕斯库尔·约当为奠定量子力学的数学基础做出了突破性的工作。约翰·冯·诺伊曼、赫尔曼·外尔以及保罗·狄拉克也为其做出了基础性的贡献。基于不同方法的数学表述在后来得到了统一。对于量子理论的物理学解释也在海森堡发现不确定性原理以及尼尔斯·玻尔引入互补原理后得到统一。

### 新的量子理论
海森堡等人于1926年创立的矩阵力学是首个能够成功解释原子光谱量子化的理论。薛定谔也在同一年创立了波动力学。由于是采用当时物理学家已深为熟谙的微分方程表述的，波动力学更易理解，也更易计算并实现可视化。一年后，两种表述被发现是等价的。
薛定谔本人起初并没有提出量子力学中的概率性质，因为他认为电子波函数的模方应该解释为在空间中弥散的电荷密度。后来玻恩引入了波函数的概率解释，即某一位置的波函数的模方为一个粒子在该位置出现的概率。玻恩的解释迅速被玻尔接受。薛定谔所提出的方程与经典力学中的哈密顿-雅可比方程密切相关。量子力学与经典力学的对应在海森堡的矩阵力学中体现得更为明显。在博士学位论文中，狄拉克提出海森堡绘景中的算符方程与哈密顿力学中的动力学方程形式类似，正则量子化条件与泊松括号也存在一定的相似性。
更为准确地说，海森堡是在薛定谔之前创立矩阵力学的。这一表述是量子力学第一个有效的表述，是一个本质性的突破。海森堡的矩阵力学是基于无穷维矩阵的代数演算。这一表述与经典力学的数学表述方式大相径庭。不过，他的出发点是实验研究中所用到的“指标”，并且他也并没有意识到他的“指标方法”实际上就是矩阵方法。这一点后来是由玻恩阐明的。实际上在那个时代，线性代数并不像现在这样为物理学家所熟识。
尽管薛定谔在创立波动力学一年后自行证明了自己的方法与海森堡的方法的等价性，但证明两种方法相互调和并将它们抽象为希尔伯特空间中的运动的工作是由狄拉克完成的。他是在1930年发行的经典著作《量子力学原理》中阐明这一点的。他是量子力学的第三位也可能是最为重要的支柱性的人物。他在不久后发现了该理论的相对论推广。他还发展出量子力学的狄拉克符号，引入了希尔伯特空间中泛函分析使用到的一些的抽象概念，并发现了系统动力学第三种表述，相互作用绘景。他的工作极大地推广了量子力学理论。
基于这一思路的第一个完备数学表述体系现在被称为狄拉克-冯诺伊曼公理体系（Dirac–von Neumann axioms）。这一理论体系现在一般认为是冯·诺伊曼在其1932年发行的专著《量子力学的数学基础》中提出的。尽管此前外尔已经在其1927年发表的论文著作中引入了希尔伯特空间（他自己将之称为“幺正空间”）。这一体系采用的方法是数学中基于线性算符的谱理论，而非大卫·希尔伯特在一个世代前所采用的二次型方法。尽管量子力学理论如今依然在发展，但所采用的数学表述的基本框架仍是基于冯·诺伊曼的工作的。换言之，目前有关量子力学诠释的探讨及其延伸话题大多是围绕着数学基础理论中共用假设的基础展开的。

### 后续进展
20世纪30年代，物理学家将新的量子理论应用于电磁现象，由此构建了量子场论。由于量子场论的需要，量子力学的数学表述又进一步得到了发展。在下文中所叙述的形式是一种简单的特例。在这之后发展起来的量子力学表述包括：
- 路径积分表述
- 相空间表述[19][20]以及几何量子化（英语：geometric quantization）
- 符号粒子表述[21]
- 弯曲时空中的量子场论
- 公理化量子场论（英语：Wightman axioms）、代数量子场论（英语：local quantum physics）以及构造量子场论（英语：constructive quantum field theory）
- C*-代数表示
- 量子力学的广义统计模型

此外，冯诺伊曼还依据他对于波函数坍缩的描述提出了一种量子测量方案，引发了对于这一问题的哲学讨论。在相关问题争论了70多年后，测量问题仍是目前的研究热点之一，并由此衍生出一些新的量子力学阐释方式及分析结果，其中包括：
- 多世界诠释
- 量子退相干
- 一致性历史
- 量子逻辑（英语：Quantum logic）

另一个相关的问题是量子力学与经典力学之间的联系。一些物理学理论可以通过近似的方式还原为旧有的理论，对于量子力学而言，对应的就是量子力学的经典极限。此外，玻尔曾提出，人类的感知能力以及语言与经典领域有不可分割的联系，所以对于一个问题的经典描述要比对其的量子描述更为直观一些。其中构造量子论的量子化过程的经典极限是量子物理的一个重要问题。
最后，一些量子理论的创始人（包括爱因斯坦以及薛定谔）实际上对于量子力学后来的发展并不满意:324, 352。爱因斯坦对于量子力学的完备性一直存在质疑:311, 324, 340, 352, 460, 471。隐变量理论正是产生于这一质疑:460, 471。在量子光学的帮助下，隐变量问题可以通过实验手段进行验证。相关理论包括：
- 导航波
- 贝尔不等式
- 科亨－施佩克尔定理

## 量子力学的数学结构
对于一个物理学系统的描述基于以下三个基本要素：量子态、可观测量以及动力学表述（或者说时间演化规则），或者更普遍的来说是物理对称群。经典力学中，物理学系统直接在相空间中进行描述：相空间是一个辛流形，系统的状态是相空间中的一个点，可观测量是相空间上的实函数，时间演化规则由描述相空间辛变换的单参数群给出，物理对称性由辛变换实现。量子力学的描述则是：系统的状态构成一个希尔伯特空间，可观测量是状态空间的自共轭算符，时间演化规则由状态空间幺正变换的单参数群给出，物理对称性是由幺正变换实现的。

### 基本表述
以下几条对于量子力学的数学框架的总结部分源于狄拉克-冯诺伊曼公理体系。除了下面几条性质外，还需要考虑到系统的一些基本性质与原理，如下文提到的自旋及泡利不相容原理。

#### 量子态
每个物理学系统的状态都与一个拓扑可分复希尔伯特空间有关，这个希尔伯特空间具有内积。H中的束（一维亚空间）与系统的量子态有关。换言之，物理学系统的状态可以利用H中长度为1的矢量等价类表述，两个矢量只有在相差一个相位因子时才能表示同一个态。可分性这一假设在诠释当状态经过有限次的测量可以确定时的情形中可以用到。一个量子态是射影希尔伯特空间中的一个“束”，而并非一个“矢量”。但在一些现实情景中，却并不强调这两个概念间的区别。这一点部分源于薛定谔方程的表述中涉及到的是希尔伯特空间“矢量”，并近而衍生出“态矢”这一并不严格的术语。
复合系统的状态空间是分系统状态空间的希尔伯特空间张量积。对于一个由可数的可分粒子组成的非相对论系统，其分系统就是单一的粒子。

#### 对称性
依据维格纳定理，作用于状态空间的物理学对称性是幺正的或是反幺正的。超对称性的情况与之不同。

#### 可观测量
可观测量是以埃尔米特矩阵表述的:423-426。在采用波函数的概率诠释时，对于状态为ψ ∈ H的可观测量A，其期望值为{\displaystyle \langle \psi \mid A\mid \psi \rangle }。
通过谱理论，我们可以将概率测度与任意状态ψ下A的值联系起来，同时还可以得到A任意可能值必须是A的谱值。在特定条件下，A只有分立谱。A所有可能的测量值将是它的本征值。更为精确地来说，如果我们以A的本征矢表示态矢ψ时，给定本征矢的分量模方将是观察到相应本征值的概率。
推广上述表述，一个状态可以用迹类非负自共轭算符，密度算符ρ表示。这个算符是一个进行了归一化的矩阵，其迹为1。在态为ρ时，A的期望值为：
{\displaystyle \operatorname {tr} (A\rho )}
如果ρψ是一个经由|ψ⟩得到的H到一维亚空间的正交投影，那么存在
{\displaystyle \operatorname {tr} (A\rho _{\psi })=\left\langle \psi \mid A\mid \psi \right\rangle }
密度算符可以看作一维正交投影的闭合凸包。反之，一个一维正交投影是密度矩阵的极限点。物理学家也将一维正交投影称作“纯态”，将其他密度算符称作“混合态”。

#### 不确定性原理
此外，两个可观测量间还存在不确定性关系，即对于任意两个可观测量{\displaystyle {\hat {A}}}、{\displaystyle {\hat {B}}}，存在：
{\displaystyle \Delta A\Delta B\geq {\frac {1}{2}}|\langle [A,B]\rangle |}
其中{\displaystyle [A,B]=AB-BA}为两个算符的对易算符。:41-44

### 动力学绘景
依据所关注的问题不同，我们可以构造不同的动力学绘景。较为重要的绘景包括：薛定谔绘景、海森堡绘景以及相互作用绘景。

#### 薛定谔绘景
在薛定谔绘景中，状态的时间演化是通过一个自变量为实数的可微函数表征的。自变量代表过程中的某一时刻，函数为系统状态的希尔伯特空间中的某个态矢。如果|ψ(t)⟩代表系统在时刻t时的状态，那么这个映射以下面这个方程进行表征：
{\displaystyle i\hbar {\frac {d}{dt}}\left|\psi (t)\right\rangle =H\left|\psi (t)\right\rangle }
其中H为系统的哈密顿算符，i为虚数单位，ħ为约化普朗克常数。作为一个可观测量，H对应系统的总能量。
此外，依据单参数酉群的斯通定理，可以得到存在一个强连续单参数酉群U(t): H → H，对所有的s，t符合：
{\displaystyle \left|\psi (t+s)\right\rangle =U(t)\left|\psi (s)\right\rangle }
且存在一个自共轭哈密顿算符H：
{\displaystyle U(t)=e^{-(i/\hbar )tH}}
此时H不含时，且微扰始于t0 = 0，否则需要使用戴森级数表示U(t)：
{\displaystyle U(t)={\mathcal {T}}\left[\exp \left(-{\frac {i}{\hbar }}\int _{t_{0}}^{t}\,{\rm {d}}t'\,H(t')\right)\right]}
其中{\displaystyle {\mathcal {T}}}为时间排序算符。

#### 海森堡绘景
海森堡绘景主要关注可观测量随时间的演化。其将状态视为固定的，可观测量为可变的。如果要从薛定谔绘景得到海森堡绘景，则需要定义不含时的态矢以及含时的算符：
{\displaystyle \left|\psi \right\rangle =\left|\psi (0)\right\rangle }
{\displaystyle A(t)=U(-t)AU(t).\quad }
可以得到，两种绘景中可观测量的期望值是相同的：
{\displaystyle \langle \psi \mid A(t)\mid \psi \rangle =\langle \psi (t)\mid A\mid \psi (t)\rangle }
对于一个含时的海森堡算符A = A(t)，存在：
{\displaystyle {\frac {d}{dt}}A(t)={\frac {i}{\hbar }}[H,A(t)]+{\frac {\partial A(t)}{\partial t}}}
需要注意的是，对易表示在其中一个算符为无界算符时仅为形式上的表示，需要定义一个表象令其具有实际意义。

#### 相互作用绘景
相互作用绘景中的状态与可观察量都含时，并会分别伴随不同的哈密顿算符演化。这一绘景适用于可观测量的演化情况精确可解，状态演化并不复杂的情况。因而，可观测量对应的哈密顿算符被称为“自由哈密顿算符”，状态对应的哈密顿算符为“相互作用哈密顿”。用符号表示这一绘景则为：
{\displaystyle i\hbar {\frac {d}{dt}}\left|\psi (t)\right\rangle ={H}_{\rm {int}}(t)\left|\psi (t)\right\rangle }
{\displaystyle i\hbar {d \over dt}A(t)=[A(t),H_{0}]}
然而相互作用绘景却并非总是存在。依据哈格定理，相对论性相互作用量子场论终究不存在相互作用绘景。这是因为在一个超选择区内，哈密顿算符并不能分为自由与相互作用两个部分。此外，哈密顿算符即使在薛定谔绘景中不含时，如H = H0 + V，但在相互作用绘景至少在V与H0的情况下仍会含时，这是由于： 
{\displaystyle H_{\rm {int}}(t)\equiv e^{{(i/\hbar })tH_{0}}\,V\,e^{{(-i/\hbar })tH_{0}}}
此时，需要使用上文提到的戴森级数。

#### 三种绘景的比较
海森堡绘景与经典物理学中的哈密顿力学的联系最为密切，例如海森堡方程中出现的对易子的性质与泊松括号的性质就存在类似之处。从教学的角度上来说，薛定谔绘景一般认为是三种绘景中最易于理解、可视化的。相互作用绘景常用于微扰理论，在量子场论及多体问题中特别常用。
通过物理系统的对称性的单参数群，还可以构造类似的绘景。时间可以由一个合适的表征酉群的参数取代，例如旋转角或是平移距离，而哈密顿量则可以由与对称性有关的守恒量取代，例如动量或者角动量。

### 表象
薛定谔方程的形式取决于海森堡正则对易关系所选定的表象。依据斯通-冯诺伊曼定理，所有不可约的有限维海森堡对易关系都是酉等价的。由此可以得到量子力学的相空间表述，即可以在相空间而不一定是希尔伯特空间中解决问题。这一方法与经典力学的直观联系更为密切，同时可以简化由经典力学到量子力学的量子化问题。
选定不同表象的结果在量子谐振子这个精确可解的系统中体现得尤为明显。在这一系统中，除了可以选定位置表象与动量表象以及相空间表象外，还可以选定量子数表象以及谐振子表象。这几种表象都是酉等价的。

### 作为算符的时间
在上文已经述及的框架中，时间一直作为其他变量变化所依靠的参数，但时间自身作为可观察量的量子力学表述也是存在的。在经典力学中，可以以任意一个非物理参数s来去描述粒子运动轨迹。在这样的情况中，时间t成为了系统额外的一个广义坐标。在量子力学中，系统在s中的平移可以由“哈密顿算符”H − E表述，其中E为能量算符，H为“一般”哈密顿算符。然而，由于s是一个非物理学参数，系统在s演化前后保持不变，所以物理状态空间是H − E的零空间。这需要用到结构希尔伯特空间以及范数的重正化。这一问题与约束系统的量子化及规范量子化理论有关。

### 自旋
除了上述性质外，所有粒子还具有一个内禀性质——自旋。粒子对应存在自旋角动量。需要注意的是，粒子并不会绕着一个轴“自转”，尽管“自旋”这个术语容易造成这种误会。量子力学中的自旋在经典力学中并没有与之对应的概念。在位置表象下，无自旋系统的波函数是以位置r及时间t作为连续变量的，即ψ = ψ(r, t)，而对于有自旋的系统，其波函数还具有另一个分立取值的变量，即ψ = ψ(r, t, σ)。其中σ如下取值：
{\displaystyle \sigma =-S\hbar ,-(S-1)\hbar ,\dots ,0,\dots ,+(S-1)\hbar ,+S\hbar }
也就是说，一个具有自旋量子数S的粒子的状态可以用复值波函数中具有(2S + 1)个分量的旋量表示。
依据自旋量子数不同的取值情况，粒子可以分为自旋量子数为整数（S = 0, 1, 2...）的玻色子以及自旋量子数为半整数（S = 1⁄2, 3⁄2, 5⁄2, ...）的费米子。在非相对论量子力学中，所有的粒子不是玻色子就是费米子，但在相对论量子力学中，还存在超对称的情形，即一个粒子可能是玻色子部分及费米子部分的线性叠加。在维度d = 2时，可能存在一种粒子，任意子，对应的(−1)2S会被一个模为2的复数取代。

### 全同粒子
在经典力学中，对于一个由大量物理性质完全相同的粒子组成的系统，其中的粒子尽管性质完全相同，但仍被认为是“可分辨的”，即可以使用精确的轨道描述其中粒子各自的运动。但在量子力学中，由于位置与动量间的不确定性关系，经典力学中精确的轨道将不复存在。换言之，系统中的全同粒子是“不可分辨的”。:209
由粒子的不可分辨性可以得到的一条结论是，全同粒子系统中两个粒子对换时，系统的波函数与变换前波函数在物理上是完全相同的，即波函数的模保持不变，但须乘以一个相位因子。考虑到在进行逆对换后，系统将还原为原始状态，那么这个相位因子可能的取值仅为±1。:208-209至于对换后系统的状态具体应该是这两种情况的哪一种，则需要考察粒子自旋性质。在位置表象下，当全同粒子系统中任意两个粒子发生对换时，系统波函数与自旋量子数S存在：
{\displaystyle \psi (\dots ,\,\mathbf {r} _{i},\sigma _{i},\,\dots ,\,\mathbf {r} _{j},\sigma _{j},\,\dots )=(-1)^{2S}\cdot \psi (\dots ,\,\mathbf {r} _{j},\sigma _{j},\,\dots ,\mathbf {r} _{i},\sigma _{i},\,\dots )}
也就是说任意两个粒子对换时，系统的波函数所需要乘以的因子为(−1)2S。对于玻色子来说，其自旋量子数为整数，这个因子值为+1，即系统波函数在对换后保持不变，这时称系统波函数是“对称的”；而对于费米子来说，其自旋量子数为半整数，这个因子值为−1，即系统波函数在对换后会改变符号，这时称系统波函数是“反对称的”。:208-209
考察一个双粒子系统：对于玻色子，这个系统的波函数可以由两个粒子的波函数表示为：
{\displaystyle \psi (\mathbf {r} _{a},\mathbf {r} _{b})={\frac {1}{\sqrt[{}]{2}}}(\psi _{1}(\mathbf {r} _{a})\psi _{2}(\mathbf {r} _{b})+\psi _{1}(\mathbf {r} _{b})\psi _{2}(\mathbf {r} _{a}))}；
而对于费米子，则为：
{\displaystyle \psi (\mathbf {r} _{a},\mathbf {r} _{b})={\frac {1}{\sqrt[{}]{2}}}(\psi _{1}(\mathbf {r} _{a})\psi _{2}(\mathbf {r} _{b})-\psi _{1}(\mathbf {r} _{b})\psi _{2}(\mathbf {r} _{a}))}。
当两个粒子的波函数完全相同时，对于费米子系统而言，则存在{\displaystyle \psi (\mathbf {r} _{a},\mathbf {r} _{b})=0}。考虑到波函数的概率诠释，这一情况可以解释为：在一个由费米子组成的系统中，不可能存在两个状态完全相同的粒子。这就是著名的泡利不相容原理，是由沃尔夫冈·泡利于1925年提出的。:210-212
尽管自旋与泡利不相容原理只能在进行了相对论推广的量子力学中推导出来，但是这两条性质在非相对论极限情况下却是系统的基本性质。自然科学中，许多重要的现象，如化学中的元素周期律，都源于这两条性质的。

## 测量问题
在上面所叙述的理论框架对于描述一个完全孤立的系统而言已经足够充足。然而，它却没有涉及到量子力学与经典物理学的一大分野——测量效应。:123冯·诺伊曼曾给出系统处于纯态ψ时，对于测量可观测量A过程的描述：
令A具有一定的谱分辨率：
{\displaystyle A=\int \lambda \,d\operatorname {E} _{A}(\lambda )}
式中，EA为分辨率，或称投影值测度。那么观测结果落在实数区间B内的概率为|EA(B) ψ|2。换言之，这一概率可以通过B的特征函数对可加加测度{\displaystyle \langle \psi \mid \operatorname {E} _{A}\psi \rangle }积分得到。
如果测量值在区间B内，那么在测量完成瞬间，系统会处于态EA(B)ψ（这个态通常未进行归一化）。如果测量值没有落在B内，则需要以B的补集来取代B来获取上述态。
例如，假设状态空间是一个n维的复希尔伯特空间Cn。A是一个埃尔米特矩阵，本征值为λi，对应的本征矢为ψi。那么与A相关的投影值测度EA为：
{\displaystyle \operatorname {E} _{A}(B)=|\psi _{i}\rangle \langle \psi _{i}|}
式中，B是一个包含单一本征态λi的博雷尔集。如果系统处于态{\displaystyle |\psi \rangle }，那么测量值回归到λi的概率可以以谱测度{\displaystyle \langle \psi \mid \operatorname {E} _{A}\psi \rangle }在Bi上积分得到。由此可得一个平凡结果：
{\displaystyle \langle \psi |\psi _{i}\rangle \langle \psi _{i}\mid \psi \rangle =|\langle \psi \mid \psi _{i}\rangle |^{2}}
冯·诺伊曼测量方案的特征是重复相同的测量可以得到相同结果。这一方案又被称作“投影原理”。
在更为普遍的表述中，投影值测度通常会被正算符值测度。为了说明这一问题，这里仍以有限维情况为例子。
先将秩为1的投影{\displaystyle |\psi _{i}\rangle \langle \psi _{i}|}以正算符的有限集{\displaystyle F_{i}F_{i}^{*}}取代。
其中元素的和仍是一个特定算符。正算符值测度也会像投影值测度一样与可能的测量结果集{λ1 ... λn}相关。假设测量结果为λi，则系统在测量完成后，不会坍缩至非归一态{\displaystyle |\psi _{i}\rangle \langle \psi _{i}|\psi \rangle }，而是会处于态{\displaystyle F_{i}|\psi \rangle }。
由于Fi Fi*之间并不一定正交，冯·诺伊曼的投射原理将不再成立。
相同的表述也适用于普通的混合态。
在冯·诺伊曼方案中，测度导致的态变换会由于时间演化的原因发生变化。时间演化方式是确定且幺正时，测量过程却可能是非确定且非幺正的。然而由于两种态变换本质都是一个量子态到另一个量子态，这一差异并不能让物理学家满意。正算符值测度表述是将测量视为一种量子操作。这种操作是用不会令迹变大的全正映射描述的。无论是哪种情况，上述问题可能只会在时间演化不仅包含量子系统，而且还包含经典测量仪器时才能解决。

### 相对态诠释
休·艾弗雷特三世曾提出测量问题的另一种诠释——相对态诠释。后世的物理学家一般称其为多世界诠释。

## 涉及到的数学理论
由理查·科朗特基于大卫·希尔伯特在哥廷根大学的数学物理学讲义改编而成的教科书《数学物理方法》与量子力学的数学表述有关。物理学家曾一度拒绝使用这部教材。在薛定谔方程被提出之后，物理学家才发现，量子力学中所用到的数学理论其实在那部专著中已有涉及。:337海森堡及玻恩等人曾向希尔伯特咨询过矩阵力学的表述问题。希尔伯特基于其对于无穷维矩阵的研究，向海森堡建议这种矩阵可以从微分方程中导出，但海森堡并没有接受这个建议，从而错失统一量子理论的机会。:182直到多年后，外尔与狄拉克才实现这一统一。无论相关理论溯源如何，尽管量子力学这一物理理论带有一定革命性，但所用到的数学理论在当时却已为数学家所熟知。
量子力学中所用到的主要数学概念包括：
- 线性代数：特徵向量、特徵值
- 泛函分析：希尔伯特空间、线性算子、谱理论
- 微分方程：偏微分方程、分离变量法、常微分方程、施图姆-刘维尔理论、固有函數
- 調和分析：傅里叶变换

## 延伸阅读
- Gleason, A. . Journal of Mathematics and Mechanics. 1957 （英语）..
- Mackey, G. . Dover Publications. 2004 （英语）.
- Streater, R. F.; Wightman, A. S. . Princeton University Press （英语）.
- Jost, R. . American Mathematical Society. 1965 （英语）.
- Emch, G. . Wiley-Interscience. 1972 （英语）.
- Reed, M.; Simon, B. . Academic Press. 1972 （英语）.
- Kuhn, T.S. . Clarendon Press. 1978 （英语）.
- Prugovecki, E. . Dover. 1981 （英语）.
- Auyang, S. . Oxford University Press. 1995 （英语）.
- Weaver, N. . Chapman & Hall/CRC. 2001 （英语）.
- Teschl, G. . American Mathematical Society. 2009  [2016-01-23]. （原始内容存档于2021-05-06） （英语）.
- Moretti, V. . Springer. 2013 （英语）.
- Hall, B. C. . Springer. 2013 （英语）.
- McMahon, D.  2. McGraw-Hill Professional. 2005 （英语）.
- Shankar, R. . Springer. 1980 （英语）.